# Gynostemma pentaphyllum
Gynostemma pentaphyllum (Thunb.) Makino, 1902, conosciuta comunemente col nome di jiaogulan, una parola cinese che letteralmente significa "pianta arricciata", è una pianta rampicante dioica della famiglia delle Cucurbitacee, tipica del nord del Vietnam, della Cina, del Sud della Corea e del Giappone.
Fa parte della medicina tradizionale e degli studi ne hanno evidenziato il potere antiossidante, adattogeno e stimolante il sistema immunitario, la capacità di regolarizzare colesterolo e pressione alta, e si suppone possa aumentare la longevità.

## Descrizione
È una pianta rampicante che produce piccoli frutti non commestibili. La pianta esiste sia come elemento maschio che femmina.

## Usi terapeutici
La pianta è nota da secoli per i suoi usi nella medicina tradizionale. Viene generalmente consumata come decotto delle foglie ma è disponibile anche come estratto alcolico o in capsule di estratto secco. Non è molto nota in Cina perché cresce solo in piccoli territori impervi, ma è molto diffusa in Vietnam dove viene chiamata la "pianta dell'immortalità" e gli abitanti della provincia di Guizhou che la consumano regolarmente sotto forma di decotto hanno una storia di inusuale longevità.
Nell'Unione europea, non essendo stata ancora studiata approfonditamente e regolamentata, è attualmente inserita nella lista dei "Novel Food" dal 2012 per cui ne è vietata la vendita come prodotto alimentare in via precauzionale (ne è tuttavia consentita la vendita sotto forma di integratore, estratto secco o foglie per infusi). Degli studi ne hanno però evidenziato il potenziale terapeutico ed è identificata come un adattogeno, cioè in grado di contrastare gli effetti degli stressogeni aiutando l’organismo a ristabilire il suo normale funzionamento.
La pianta è in grado di incrementare l'espressione della superossido dismutasi, un enzima preposto ad eliminare i radicali liberi e dalla potente attività antiossidante; è inoltre in grado di incrementare l'attività del sistema immunitario stimolando i macrofagi, i linfociti T e le cellule natural-killer agendo come inibitore della crescita tumorale. In tal senso è stata studiata per mitigare gli effetti nocivi di trattamenti anti-tumorali.
È inoltre una pianta adattogena, cioè aiuta l'organismo a mantenere l'equilibrio fisiologico dei vari processi metabolici in situazioni di stress. Ciò si crede sia dovuto ad alcuni composti contenuti in essa, come triterpenoidi, saponine, gincosidi (contenuti anche nel ginseng) che sono in grado di regolare pressione arteriosa, sistema immunitario, migliorare resistenza alla fatica e allo stress. In uno studio in doppio cieco, il gipenoside, uno dei composti contenuti nella pianta, è stato somministrato a pazienti con ipertensione di grado 2 ed è stato in grado di controllare i sintomi della malattia nell'82% dei pazienti, contro il 46% del ginseng e il 93% dell'indapamide (un farmaco utilizzato per l'ipertensione). In generale la pianta è in grado di migliorare la funzionalità cardiaca anche nei pazienti che non soffrono di ipertensione, senza influenzare la pressione arteriosa.
Diversi studi clinici hanno riportato efficacia nel ridurre il colesterolo ed i trigliceridi, gli studi riportano una efficacia tra il 67% ed il 93% nel trattamento dell'iperlipidemia.
Ha anche un effetto ipoglicemizzante e tale proprietà è stata studiata nell'ambito del trattamento del diabete mellito di tipo 2, dove sotto forma di decotti di Gynostemma pentaphyllum ha mostrato efficacia in uno studio in doppio cieco. Possiede inoltre proprietà protettive nei confronti del fegato, ed a tale scopo è stata studiata come trattamento aggiuntivo nella steatosi epatica non alcolica.

### Tossicità
La pianta, a differenza di alcune altre piante della stessa famiglia che contengono tra l'altro cucurbitacina che è una tossina molto potente per i mammiferi e responsabile del sapore amaro dei loro frutti come ad esempio del cetriolo, non è tossica.

## Nomi alternativi
- Greco: γυνόστεμμα πεντάφυλλο (gynostemma pentafyllo)
- Inglese: ginseng a cinque foglie, ginseng del povero, erba miracolosa, erba fata, dolce vino tè, erba evangelica, ginseng meridionale
- Giapponese: Amachazuru (Kanji: 甘 茶 蔓; Hiragana: あ ま ち ゃ る; letteralmente 甘 い amai = dolce, gustoso 茶 cha = tè, zuru = vid, pianta scorrevole)
- Coreano: doroe (돌외); letteralmente "cetriolo / melone di pietra"; piangere (돌; "pietra") oe (け; "cetriolo / melone")
- Latin: Gynostemma pentaphyllum o Vitis pentaphyllum
- Lingua Tay: zan tong
- Tailandese: jiaogulan (เจียว กู่ หลาน)
- Vietnamita: giảo cổ lam o bổ đắng (bổ = nutriente, đắng = amaro)
- Portoghese: cipó-doce
- L'ex mandarino: XianCaio[20]